# Halina Mikułowska
Halina Mikułowska (ur. 6 czerwca 1917 w Warszawie, zm. 31 grudnia 1998) – polska etnografka, muzealniczka, znawczyni stroju i haftu ludowego oraz sztuki ludowej Pomorza i Kujaw.

## Życiorys
Była córką Aleksandra Burhardta, adwokata, radnego Wilna, oraz Janiny z Węsławskich, działaczki społecznej i narodowej. Miała braci Witolda i Michała oraz siostrę Krystynę. W Państwowym Gimnazjum i Liceum im. E. Orzeszkowej w Wilnie w 1936 zdała maturę.
Do 1938 studiowała w Państwowym Instytucie Robót Ręcznych i Rysunków, otrzymując dyplom nauczycielki robót ręcznych. W czasie okupacji niemieckiej mieszkała w Warszawie i u krewnych pod Radomskiem. Po wojnie wraz z rodziną przeprowadziła się do Torunia. W latach 1945–1951 zaś na Uniwersytecie Toruńskim konserwatorstwo oraz etnograﬁę. Pracę dyplomową z etnografii obroniła w 1951. Pisała ją pod kierunkiem Bożeny Stelmachowskiej. Efektem jest zeszyt pt. Strój kujawski opublikowany w 1953 w serii Polskiego Towarzystwa Ludoznawczego „Atlas Polskich Strojów Ludowych”.
W latach 1950–1977 pracowała w Muzeum Pomorskim w Toruniu (od 1959 w Muzeum Etnograﬁcznym). Była kierowniczką działu naukowo-oświatowego, zaś od lutego 1973 działu kultury duchowej (w praktyce działu sztuki). Prowadziła badania nad sztuką ludową Pałuk, Kujaw i Krajny. W tych regionach oraz w Borach Tucholskich przeprowadziła kilkadziesiąt kursów haftów ludowych. Zasiadała w jury wielu konkursów, głosiła prelekcje, udzielała twórcom ludowym indywidualnych i zbiorowych konsultacji. Pozyskiwała eksponaty do muzeum. Zgromadziła w placówce najcenniejszy w Polsce zbiór elementów stroju kujawskiego i pałuckiego. Była autorką lub współautorką 100 wystaw sztuki ludowej, w tym wystawy stałej strojów ludowych i sztuki północnej Polski w Muzeum Etnograficznym w Toruniu (1966) i wystaw w innych ośrodkach (Bydgoszcz, Chojnice, Inowrocław, Kcynia, Tuchola, Żnin). Projektowała stroje dla zespołów folklorystycznych (m.in. dla „Mazowsza”), opracowała wzory haftów pałuckich i kujawskich. Prace kontynuowała na emeryturze, zajmowała się wówczas m.in. strojem pałuckim. W 1996 z Kingą Turską-Skowronek przygotowała Strój pałucki, monografię w serii „Atlas Polskich Strojów Ludowych”. Publikowała w pracach zbiorowych i w przewodnikach do wystaw.
Od 1956 pełniła funkcję konsultantki ds. sztuki ludowej wojewódzkich wydziałów kultury w województwie bydgoskim, po 1975 w województwie toruńskim. Była również konsultantką (głównie ws. haftu) w Spółdzielni Rękodzieła Ludowego i Artystycznego „Rzut” w Toruniu. Prowadziła wykłady zlecone na Podyplomowym Studium Etnografii Uniwersytetu Toruńskiego powstałym w 1965.
Przez 11 lat była członkinią zarządu oddziału Polskiego Towarzystwa Ludoznawczego w Toruniu. Od 1955 była opiekunką merytoryczną koła PTL w Kcyni. Była członkinią m.in. Stowarzyszenia Historyków Sztuki i Pomorskiego Towarzystwa Muzycznego. Współpracowała z Kujawsko-Pomorskim Towarzystwem Kulturalnym w Bydgoszczy.
W 1938 wyszła za mąż za anglistę, krytyka teatralnego i wykładowcę na Uniwersytecie Warszawskim Stanisława A. Mikułowskiego. Został zamordowany w 1943 na Pawiaku za udział w ruchu oporu. Mieli dwóch synów: Witolda (ur. 1939, prawnik, pracownik ONZ) i Huberta (1943–1970, weterynarz).
Pochowano ją na cmentarzu św. Jerzego w Toruniu.

## Odznaczenia
- Srebrny Krzyż Zasługi (1949)
- Odznaka „Zasłużony Działacz Kultury” (1974)
- Złota Odznaka „Za opiekę nad zabytkami” (1975)
- Krzyż Kawalerski Orderu Odrodzenia Polski (1985)
- Nagroda im. Oskara Kolberga (1986)[1]